# Joe Dines
Joseph Frank Dines, detto Joe (King's Lynn, 12 aprile 1886 – Pas de Calais, 27 settembre 1918), è stato un calciatore inglese, di ruolo centrocampista.

## Biografia
Inizia a lavorare come maestro elementare a King's Lynn, sua città natale, nella St Margaret's School; in seguito si trasferisce nell'area di Ilford/South Woodford, alla Highlands School. Allo scoppio della prima guerra mondiale si arruola come volontario, diventando sottotenente nel Liverpool Regiment; muore dopo 11 giorni passati al fronte a causa del fuoco di una mitragliatrice. È sepolto al Grand Ravine British Cemetery di Havincourt, in Francia.

## Carriera

### Club
Inizia la carriera con il Lynn Town, squadra della sua città natale, con cui segna 28 gol in 149 partite di campionato, giocando anche in una partita di FA Cup contro l'Aston Villa nel 1906. Negli anni seguenti gioca alcune partite con le squadre riserve di Norwich ed Arsenal. Dopo aver giocato con la maglia del QPR, nel 1910 passa all'Ilford, squadra dilettantistica in cui rimane fino al 1912. Negli anni seguenti continua a giocare in modo saltuario, prima con i dilettanti del Walhamstow Avenue, poi con il Millwall e per una partita anche con il Liverpool, in una vittoria esterna per 2-1 contro il Chelsea. Gioca infine per altri due anni, dal 1912 al 1914, ancora con l'Ilford.

### Nazionale
È stato campione olimpico al 5º Torneo olimpico di calcio, svoltosi a Stoccolma nel 1912, vincendo l'oro con il Regno Unito; ha giocato tutte e tre le partite del torneo, senza mai segnare.